# XBLAZE CODE:EMBRYO
『XBLAZE CODE:EMBRYO』（エクスブレイズ コード：エンブリオ）は、アークシステムワークスより2013年7月25日に発売されたPlayStation 3、PlayStation Vita用ソフトである。翌年以降は欧米向けにも移植された後、2016年3月2日にはSteamでWindows版が配信開始された（インターフェイスは英語版だが日本語音声・字幕対応）。

## 概要
格闘ゲーム「BLAZBLUE」の世界観とリンクしたアドベンチャーゲームだが、物語の舞台は「BLAZBLUE」本編から約150年前の日本となっており、一部の用語やキャラクターの役回りを除いて別作品という形を取っている。
キャラクターの立ち絵は一枚絵のような構図で表示され、地の文がなく状況は絵とキャラクターの会話で説明されるなど、アニメに近い雰囲気で進行する。また、アドベンチャーゲームにおける選択肢は無く、タブレット端末の「TOi」と呼ばれる情報アプリのどの記事を読んだかでストーリーが分岐するシステムとなっている。
2015年4月9日には続篇である『XBLAZE LOST:MEMORIES』が発売された。

## ストーリー
新横崎市に暮らす少年・篝 燈八はどこからか聞こえる”鈴の音”に導かれ、10年前の事件によって隔離された"閉鎖特区"と呼ばれる地区に侵入してしまう。
そこで燈八が目にしたのは、呻き声を上げる大怪我をした男性だった。
様子を気にかけ近付く燈八を前に男は豹変。鈴の音とともに恐ろしい雄たけびを上げて襲いかかってきた。
事態を飲み込めず逃げ惑う燈八は大剣を操る小さな少女"Es"に窮地を救われる。
それは、世界を揺るがす非日常の始まりだった…

## 登場人物

### 主要人物
篝 燈八（かがり とうや）
声 - 菊池幸利
年齢：16歳、身長：173cm、体重59kg、誕生日：7月20日
本作の主人公。新横崎市の少年で、白凰北学園に通っている高校生。
姫鶴家に居候しており、『まは☆ら～じゃ』というカレー店でアルバイトをして生活費を収めている。
争いごとを好まない穏やかな性格である一方、「他人が傷つくを見たくない」という事から自らの身を犠牲にしてまで争いを止めようとすることが多々あり、そのことを冥からは「マヌケバカ」、アハトからは「死にたがり」と形容されている。
D発症者が発する存在共鳴（ディスカバーコール）を通常は10m程度が限度にもかかわらず、何故か300mも離れた所から感知できる能力を持つ。
閉鎖特区でD発症者に襲われた所をEsに救われた後、彼女の上司である鵜丸から母親がD発症者の増加に関わっていることを知らされ、御剣機関への協力を決意する。
一方、本人には心当たりがないが、”魔導書”を持っているとされ、十聖から狙われている。
Es（エス）
声 - 野村真悠華
年齢：不明、身長：149cm、体重38kg、誕生日：10月15日
御剣機関の対能力者兵士（スレイプニール）である美少女で、閉鎖特区で燈八と出会った。金髪と長いアホ毛、巨乳が特徴。
冷静な性格で任務に忠実だが、その反面戦闘以外の事には無知で、口数も少なく感情を表に出さない。
体術に優れ、短距離ではあるがD発症者の発する存在共鳴を感知できる。
発掘兵装（レガシーウエポン）の一つ、結晶封刃・ムラクモという小柄な体に不釣り合いな巨大な剣を操る。
燈八の護衛の為に御剣機関から派遣されており、後に護衛任務の一環で燈八と同じクラスに転校生「御剣えす」として編入してくる。
編入後は姫鶴家に居候する形で任務を遂行している。
姫鶴 ひなた（ひめづる ひなた）
声 - 持月玲依
年齢：16歳、身長：155cm、体重50kg、誕生日：5月8日
燈八が居候している姫鶴家の次女で、燈八と同じ学校のクラスメイト。
姉と燈八との三人で暮らしており、燈八とは家族同然に接している。
誰にでも優しい温和な性格でいつも楽しそうにしているが天然気味。
無精者の姉に代わり姫鶴家の家事をほとんど一人でこなしているが、家事が好きなため本人は気にしていない。
久音＝グラムレッド＝シュトルハイム（くおん＝グラムレッド＝シュトルハイム）
声 - 近藤唯
年齢：17歳、身長：161cm、体重49kg、誕生日：9月21日
魔導都市イシャナの魔術学校に通う学生で、名家・シュトルハイム家の令嬢。
正義感溢れる性格で、間違ったことを見逃せずにトラブルを起こすことも多い。
炎の術に長け、周囲からは『爆炎の魔女シュトルハイム』と恐れられている。
現在の魔導教会では珍しい、実力で十聖になれる器として期待されている。
魔導教会を裏切った十聖・ゼクス、ドライ、アハトを連れ戻し、真相を解明するため新横崎市を訪れる。
十聖が燈八を狙っていることからEsの任務に協力、姫鶴家に無理やり転がり込み、燈八らのクラスへ編入する。
天ノ矛坂 冥（あまのほこさか めい）
声 - 水瀬いのり
年齢：15歳、身長：159cm、体重51kg、誕生日：2月18日
御剣機関に協力する天ノ矛坂家の一人娘で次期当主である天ノ矛坂の巫女。燈八の一学年下の後輩。
幼いころからD発症者の対策をしているため、大人びた性格でこの年頃の少女とは思えないほど肝が据わっている。
大人と接する機会が多いせいか、年長者とのコミュニケーションには慣れている半面、同年代の人間とのコミュニケーションは苦手。
陰陽術の使い手で、式神による情報収集の他、戦闘を行うこともある。
御剣機関の鵜丸から協力を要請され、燈八のバックアップにつく。
過去に天ノ矛坂家を潰されそうになったため、魔導教会に対し強い敵対心を持っている。
鵜丸 総一朗（うのまる そういちろう）
声 - 櫻井孝宏
年齢：35歳、身長：180cm、体重65kg、誕生日：3月20日
御剣機関新横崎支部第七研究所の所長で、現在はD発症者の保護・管理を統括している。
冥とEsの上司で、彼女らに直接指示を出している。
争いを好まない温厚な性格で、飄々とした態度を崩さず本心を見せないが、相当なキレ者である事をうかがわせる。
白鳳北学園の買収やD発症者がらみの事件をもみ消すなど大規模な人脈と高度な管理能力を有する。
また、魔導教会ですら実現した者のいない人工生命体（ホムンクルス）を生成できる知識と技術を持つ。
かわいい物が大好きで、Esの服装も彼の趣味が反映されている。
瓶割 晃（かめわり あきら）
声 - 細谷佳正
年齢：16歳、身長：178cm、体重67kg、誕生日：9月21日
燈八の親友で、クラスは違うが同じ学校に通っている。両親は海外におり、中学生の時から一人暮らし中。
金持ちで顔も良いが、お調子者の性格が災いして残念なイケメン扱いされている。
ひなたに対し恋愛感情を抱いており、彼女や燈八には微妙な感情を持っている。
姫鶴 由貴（ひめづる ゆき）
声 - 磯村知美
年齢：26歳、身長：164cm、体重55kg、誕生日：1月30日
姫鶴家の長女。職業は医者。
明るく前向きな性格で、姫鶴家の精神的柱となっている。いざというときに背中を押してくれる頼れる存在。
しかし、だらしない性格に加え仕事に没頭して滅多に家に帰ってこないため、家事はひなたに任せっきりである。
13年前にリッパーに両親を殺されている。また、アベンジとは面識がある他、D発症者の存在も認識している。

### その他の人物
アベンジ
声 - 丹沢晃之
年齢：不明、身長：185cm、体重95kg、誕生日：1月15日
黒いフードをかぶった、魔導教会専任かつD発症者専門の咎追い。
ターゲットのリッパーを追い、新横崎市を訪れる。リッパーとは古くから因縁があり、彼の危険性について忠告している。
魔導教会所属だが、術は一切使わない。彼の武器には術による回復を封じる印が刻まれている。
由貴と面識があり、由貴からは『虎徹さん』と呼ばれる。
エルス＝フォン＝クラーゲン
声 - 山本希望
年齢：16歳、身長：158cm、体重50kg、誕生日：4月1日
視察を目的にやってきた。魔導教会の使者でイシャナにおける久音のルームメイト。
真面目で礼儀正しいしっかりものであるが、久音に対し並々ならぬ好意を持っており、久音と一緒にいるためなら平気でウソをつく。
かなり高度なハッキング技術を持っている。
赤城 林檎（あかぎ りんご）
声 - 松浦チエ
年齢：不明、身長：173cm、体重55kg、誕生日：11月5日
燈八のバイト先の先輩。
カレーには並々ならぬこだわりを持ち、仕事中にもかかわらず燈八に独自のカレー作法を聞かせている。
不真面目な勤務態度で燈八を困らせているが、店長の言うことは素直に聞く。
Esは初対面で彼女を「かなり戦い慣れした達人」と推断した。
リッパー
声 - 鈴村健一
年齢：不明、身長：179cm、体重61kg、誕生日：8月3日
御剣機関からSS級の最重要捕縛対象として追われているD発症者。
ワダツミ以前にD発症者になったイレギュラー。
D発症者となる以前から殺人を繰り返しており、クリスタルによる干渉を受けていない生粋の快楽殺人者。
”ニオイ”でD発症者を特定でき、この能力を使ってD発症者を襲撃、クリスタルを奪い捕食するエンハンスを行っている。
たび重なるエンハンスにより、リッパーのクリスタルは通常ではありえないストレンジレッドに染まっている。
右目に眼帯をしており、動物のぬいぐるみを一つ身に着けている。

### 十聖
魔導都市イシャナを守護する十人の魔導師。イシャナにおいて、魔術師に与えられる最高の称号にして名誉である。本作での十聖としての称号の数字表記はドイツ語である。
ゼクス
声 - 杉田智和
年齢：26歳、身長：183cm、体重68kg、誕生日：6月6日
十聖のゼクス（6）の称号を持つ魔術師。重力を自在に操る魔術を得意とする。久音の兄。
突然魔導教会を裏切りイシャナから逃亡、新横崎市にて燈八が持つ魔導書を狙い暗躍する。逃亡の際、自身の久音の父を殺害している。
常に無口無表情で、真実を好み無駄を嫌う。周囲からは何を考えているか分からないと言われている。
今まで誰にも解明できなかった重力の原理を理解し、それを魔術に応用した功績から、18歳で十聖に選ばれた天才。
重力魔術は技術や知識のほか、大量の魔力を消費するなど制約が非常に多く、現在使用できるのはゼクスのみ。
D発症者であり、自身のドライブにより人為的にD発症者を増やしている。しかし、クリスタルの浸食は一切進んでいない。
ドライ
声 - 利根健太朗
年齢：35歳、身長：198cm、体重125kg、誕生日：10月31日
十聖のドライ（3）の称号を持つ魔術師。肉体強化の魔術を得意とする。
魔導教会をゼクスとともに裏切り、彼の計画に協力している。
真の十聖とは何か、正しい十聖とは何かを常に考える求道者。真面目すぎる性格ゆえ、本来守護対象である教会上層部を、権力抗争に明け暮れている現状から嫌悪している。
その状況でゼクスとの対話を繰り返すうちに、彼に自らが目指す真の十聖の姿を重ね、狂信的な感情を持つようなった。
アハト
声 - 吉田聖子
年齢：24歳、身長：162cm、体重49kg、誕生日：4月10日
十聖のアハト（8）の称号を持つ魔術師。氷の魔術を得意とする。
魔導教会をゼクスとともに裏切り、彼の計画に協力している。
非常に優秀な魔術師で、若くして十聖に選ばれた。
プライドが高く自信家で、女王様気質。人の心理や裏に潜む感情を読むのが得意。
ゼクスに師事していた時期があり、現在ではゼクスに敬愛以上の感情を抱いている。
ツヴァイ
十聖のツヴァイ（2）の称号を持つ魔術師。
『蒼炎の大魔術師』の別名を持つ、魔導教会創設以来最も魔術の真理に近づいた一人と言われ、天才の名をほしいままにしていた伝説の十聖。
しかし、当人はそれを迷惑がっており、6年前に突如として消息を絶った。ドライと久音の母の師匠。
現在でもその席は空位のまま保留となっており、復帰を望む声は後を絶たない。

## システム

### A.O.S.（Abstract Outline System）
セーブデータを読み込む際にキャラクターたちによってこれまでのあらすじが話される。パターンは多数あり、1つの場面において最大3つまで用意されている。

### TOi（Technology Of interest）
ユーザーの興味のある情報を分析して自動的に収集してくれるアプリで、世界中で愛用者が多いという設定になっている。
プレイヤーは記事を閲覧するかどうかを選択することが可能で、選択肢により物語の展開が変わっていく。閲覧の状況により、TOiイベントと呼ばれるフラグイベントが存在する。
TOiはゲーム中でいつでも使えるわけではなく、主人公がいないときなどは使用できない。

## 用語
ワダツミ
本編開始10年前に新横崎市で発生した怪事件で、これによりD発症者が続出した。事件現場およびその周辺は閉鎖特区と呼ばれ、現在は立ち入りが禁止されている。
ドライブ発症者（ユニオン）
D発症者とも表記される奇病。発症者はクリスタルが体の表面に現れ、特殊能力に目覚める。症状が進むにつれ、精神が浸食されていく。
特殊能力の使用はドライブと呼ばれ、使用時は空気中に存在する謎の粒子・魔素がクリスタルを通じて取り込まれて消費される。また、ディスカバーコールと呼ばれる信号を発信している。
陰陽道・魔術などの才能がある者や、修行を積んでいる者は症状の進行はゆるやかである。
なお、ワダツミ以前に発症したものはイレギュラータイプと呼ばれている。
クリスタル
D発症者の体表に現れる結晶状の事象機構。D発症者はこのクリスタルを通じて魔素を取り込み、特殊な事象を引き起こす。
症状の進行に従い、色が変化していく。
フェーズ1：透明、フェーズ2：淡い水色、フェーズ3：青色、フェーズ4：濃紺、フェーズ5：青黒、フェーズ6:黒。
例外として、D発症者が他のD発症者のクリスタルを捕食するエンハンスを行った場合、フェーズ0という真紅に染まった状態へ変化する。
クリスタルはD発症者の全身の神経に結びつき、異常行動を取らせる。
生命維持に必要な神経にまで結び付くため、クリスタルの摘出による治療は不可能。
症状がフェーズ6を超えた場合、D発症者はクリスタルを残して消滅する。
御剣機関
D発症者の保護および研究を行う謎の機関。
魔導教会
魔導都市イシャナを管理する秘密組織。御剣機関とは別にD発症者の研究なども行っている。
魔術師
呪文や儀式を通じて魔素を操る人々。誰でもなれるわけではなく、魔術師の血統にある人物でないと魔術は使えない。
陰陽師
式札などを用いて魔素を操る人々。こちらもその血統にある者でないとなれない。
咎追い
御剣機関および魔導教会が咎人（犯罪者）に向けて放った殺し屋。
黒き獣
地底から現れて全てを食べ尽くすとされる黒く巨大な化け物。
発掘兵装（レガシーウエポン）
Esらが使用する武器。

### 舞台
新横崎市
燈八が暮らす町で、本作の舞台。急速に発展し開発が進んだ一方、無計画な造成により地下の下水道は迷宮のような状態となっている。新幹線が通っていることや港、観覧車があることから新横浜及び横浜みなとみらい21がモデルとなっている（名前は新横浜と川崎市の合成とされる）。
魔導都市イシャナ
魔導師たちが暮らすとされる都市。魔導教会が町を管理している。なお、イシャナを出るには多数の手続きが必要である。